# Maximilian Schulze Niehues
Maximilian Schulze Niehues (* 11. November 1988 in Warendorf) ist ein ehemaliger deutscher Fußballtorhüter. Er stand zuletzt bei Preußen Münster unter Vertrag.

## Karriere
Maximilian Schulze Niehues, dessen Vater Heiner Schulze Niehues vom bekannten westfälischen Reiterhof Schulze Niehues im Warendorfer Ortsteil Freckenhorst stammt, begann das Fußballspielen beim TuS Freckenhorst 07 und kam über die Warendorfer SU als 15-Jähriger zu Preußen Münster. Dort spielte er bis zur U-19 und beendete die Jugendzeit mit dem Aufstieg in die A-Jugend-Bundesliga. Allerdings saß er schon seit Oktober 2006 für den am Kreuzband verletzten Görrissen als Reservetorhüter der ersten Mannschaft auf der Bank. Zur neuen Saison wechselte er fest in die erste Mannschaft in der Oberliga Westfalen. Er kam zwar gegen Ende der Saison 2007/08 als Ersatz für den verletzten Torhüter Nummer eins einige Male zum Einsatz und wurde mit dem Team Meister, trotzdem wechselte er danach zu Fortuna Düsseldorf. 
In der Landeshauptstadt spielte Schulze Niehues in der zweiten Mannschaft und stieg mit dem Team nach einem Jahr in die Regionalliga West auf. In der Saison 2009/10 saß er bei 17 Partien als Nummer zwei auf der Ersatzbank der Zweitligamannschaft. In seinem dritten Fortunajahr spielte er in 32 Partien in der U-23 als Stammtorwart und stand lediglich noch zweimal im Kader der Zweitligamannschaft. Zu einem Einsatz bei den Profis kam er in den drei Jahren nicht. Für Schulze Niehues stand fest, den Verein zum Ende der Saison verlassen zu wollen, obwohl er keinen Vertrag bei einem anderen Verein unterzeichnet hatte. Um, für den Fall nach dem Transferzeitraum vereinslos zu bleiben, gewappnet zu sein, schrieb er sich für ein Lehramtsstudium an der Universität Münster ein. Nach dem Spiel der Düsseldorfer gegen Preußen Münster nahmen die Münsteraner Verantwortlichen Kontakt zu Schulze Niehues auf, obwohl mit Daniel Masuch bereits ein Stammtorhüter gefunden worden war. Grund für die Kontaktaufnahme war, dass Schulze Niehues noch die U23-Regel erfüllte, was für Münsters Kaderplanung von Interesse war. Dennoch wurde Schulze Niehues zum Beginn der Saison vereinslos, bevor ihm das Angebot unterbreitet wurde, in Münster studieren und als Fußballprofi tätig zu sein.
So wechselte er 2011 wieder zurück zu Preußen Münster, die inzwischen in die 3. Liga aufgestiegen waren. Am 10. März 2012 gab er sein Profidebüt gegen den SV Darmstadt 98. Bis Saisonende kamen sechs weitere Einsätze hinzu, in den folgenden Spielzeiten blieb er jedoch hinter Stammtorwart Daniel Masuch ohne Profieinsätze und spielte für die Preußen-Reserve in der Westfalenliga. Mit Preußen Münster gelang ihm in der Saison 2022/23 der Aufstieg in die 3. Liga sowie in der folgenden Saison 2023/24 der direkte Durchmarsch in die 2. Fußball-Bundesliga. Im März 2024 gab er bekannt seine Karriere am Ende der Saison 2023/24 zu beenden.
Schulze Niehues bleibt bei Preußen Münster auch über sein Karriereende als aktiver Profi hinaus weiterhin als Trainer für den Nachwuchs tätig.

## Erfolge
Preußen Münster
- Meister der Oberliga Westfalen und Aufstieg in die Regionalliga West: 2008
- Westfalenpokal-Sieger: 2014, 2021
- Meister der Regionalliga West und Aufstieg in die 3. Liga: 2023
- Aufstieg in die 2. Bundesliga: 2024

Fortuna Düsseldorf
- Aufstieg in die Regionalliga West: 2009

## Privates
Schulze Niehues absolvierte ein Lehramtsstudium in den Fächern Sport und Geschichte an der Universität Münster. Anfang 2018 nahm er an der Hildegardisschule Münster ein Praktikum wahr. Am 27. September 2023 wurden Schulze Niehus und seine Lebensgefährtin Carla erstmals Eltern. Am 23. Dezember 2023 heiratete er die Mutter seiner Tochter im Lotharinger Kloster.